# Mesochorus melleus
Mesochorus melleus là một loài tò vò trong họ Ichneumonidae.